# Robert Hurley (natation)
Pour les articles homonymes, voir Robert Hurley (homonymie) et Hurley.
Robert Hurley, né le 26 septembre 1988 à Melbourne, est un nageur australien, spécialiste des épreuves de dos et de nage libre.
Il obtient son seul titre international individuel lors des championnats du monde en petit bassin 2012 en s'imposant sur le 50 m dos. L'Australien a détenu le record du monde du 50 mètres dos en petit bassin pendant quelques jours en 2008.

## Palmarès

### Championnats du monde

#### Grand bassin
- Championnats du monde 2009 à Rome ( Italie) :
  -  Médaille de bronze du relais 4 × 200 m nage libre.

#### Petit bassin
- Championnats du monde 2008 à Manchester ( Royaume-Uni) :
  -  Médaille d'or du relais 4 × 200 m nage libre.

- Championnats du monde 2012 à Istanbul ( Turquie) :
  -  Médaille d'or du 50 m dos.
  -  Médaille d'argent du relais 4 × 200 m nage libre.
  -  Médaille de bronze du relais 4 × 100 m quatre nages.